# Завадский, Марк Сергеевич
Марк Сергеевич Завадский (род. 27 июля 1977, Москва) — российский топ-менеджер, инвестор, продюсер, журналист. До 28 апреля 2022 г. - управляющий директор группы компаний «Рики», ведущей российской анимационной компании, владельца брендов «Смешарики», «Фиксики», «Малышарики» и других. 2014–2018 генеральный директор подразделения Alibaba.com в России.

## Биография
Родился и вырос в Москве в семье востоковедов. Внук известного востоковеда Евгении Владимировны Завадской
Закончил школу с углублённым изучением французского языка. Еще в школе начал учить китайский язык. 
В 1995—2003 годах изучал китайскую экономику и китайский язык в Институте стран Азии и Африки при Московском государственном университете имени М. В. Ломоносова. 
В 2003 году переехал в Китай корреспондентом РИА Новости, после почти четырех лет работы ушёл в журнал «Эксперт» на должность собственного корреспондента в азиатско-тихоокеанском регионе.
В 2012 году в Гонконге открыл консалтинговое агентство Asia ToGo, партнёр проекта RBTH в странах Азии, которое продюсировало первый фестиваль русского кино в Гонконге и концерты Дианы Арбениной и группы Мумий Тролль.
С сентября 2014 года Завадский работал директором по развитию AliExрress в России и СНГ. В мае 2015 года владелец AliExрress — Alibaba зарегистрировала официальное представительство в России для расширения бизнеса. Завадский стал генеральным директором Alibaba.com (RU), российской «дочки» Alibaba Group (ООО "АЛИБАБА.КОМ (РУ)").

В том же году Россию посетил основатель Alibaba Джек Ма.
«Я являюсь проводником Alibaba в России, просто потому, что я здесь; так как другие контакты в компании найти сложнее, все идут ко мне. С другой стороны, я являюсь окном в Россию для Alibaba, потому что я вижу свою задачу увеличивать вес России внутри компании», — говорил Завадский в интервью Meduza.
За четыре года под управлением Завадского на российский рынок был выведен один из основных брендов Alibaba — Tmall. Россия стала первой страной за пределами Китая, где начал работать Tmall.
В мае 2018 года Марк Завадский пришёл в «Сбербанк» на должность по стратегическим цифровым партнёрствам. В июле того же года он возглавил дирекцию развития цифрового бизнеса «Сбербанка», которая в конце 2018 года переросла в SberX. Она координирует развитие экосистемы вокруг нефинансовых бизнес-направлений банка. 
К экосистеме «Сбербанка» относятся SberCloud (облачная платформа), Docdoc (медицинский сервис), Yandex Money (финансовые технологии), «Яндекс.Маркет» (онлайн-торговля) «Домклик» (жильё), Dialog (корпоративный мессенджер) и другие направления.
В 2019 году Марк Завадский покинул пост руководителя дирекции по развитию экосистемы «Сбербанка» SberX. Но продолжил сотрудничать с банком в качестве консультанта.
Те 14 месяцев, что Завадский проработал в банке, стали «знаковыми» для развития экосистемы. Тогда были приняты решения о покупке новых ключевых активов, в частности 46,5% Rambler Group, одним из активов которой является онлайн-кинотеатр Okko. Было решено создать СП с Mail.ru Group, в которое, в частности, вошли Delivery Club, «Ситимобил», «СберМаркет».
После ухода из Сбербанка в 2019—2020 совмещал позиции независимого директора компании Май, председателя консультанционного совета Goods.ru, советника в компании Хуавэй и председателя наблюдательного совета группы компаний Рики.

Создатель «Смешариков» группа компаний «Рики» в ноябре 2019 года анонсировала совместное производство с китайской Alibaba Group. А в январе этого года «Рики» объявила о создании управляющего комитета, к которому перешло все руководство группой. Возглавил комитет Марк Завадский.
Завадский, по его словам, входил в компанию постепенно: с владельцами «Рики» он начал работать как советник в сентябре 2019 года и в этом качестве ездил в Китай в рамках создания анонсированного тогда партнерства с Alibaba Group и оценки Fun Union, дочерней компании «Рики» в Китае. Позже был создан управляющий комитет, задачей которого было глубже разобраться в бизнесе перед сделкой с «Аэропланом» и создать «правильную структуру для управления уже более крупной компанией».
Сейчас управляющий комитет распущен, а Завадский в мае 2020 года стал управляющим директором группы «Рики».С 28 апреля 2022 г. Марк Завадский покинул должность управляющего директора группы компаний «Рики». Его сменила Юлия Немчина, с 2020 года работавшая операционным директором холдинга.
Входит в Президиум совета Консультационного совета Минпромторга 

## Рейтинги и награды
В 2015 и 2016 годах входил в ТОП-10 высших руководителей в сфере ритейла в рейтинге Ассоциации менеджеров и газеты Коммерсант.
«ЛУЧШИЙ ДИРЕКТОР ГОДА СООБЩЕСТВА АНД» 